# Kallang

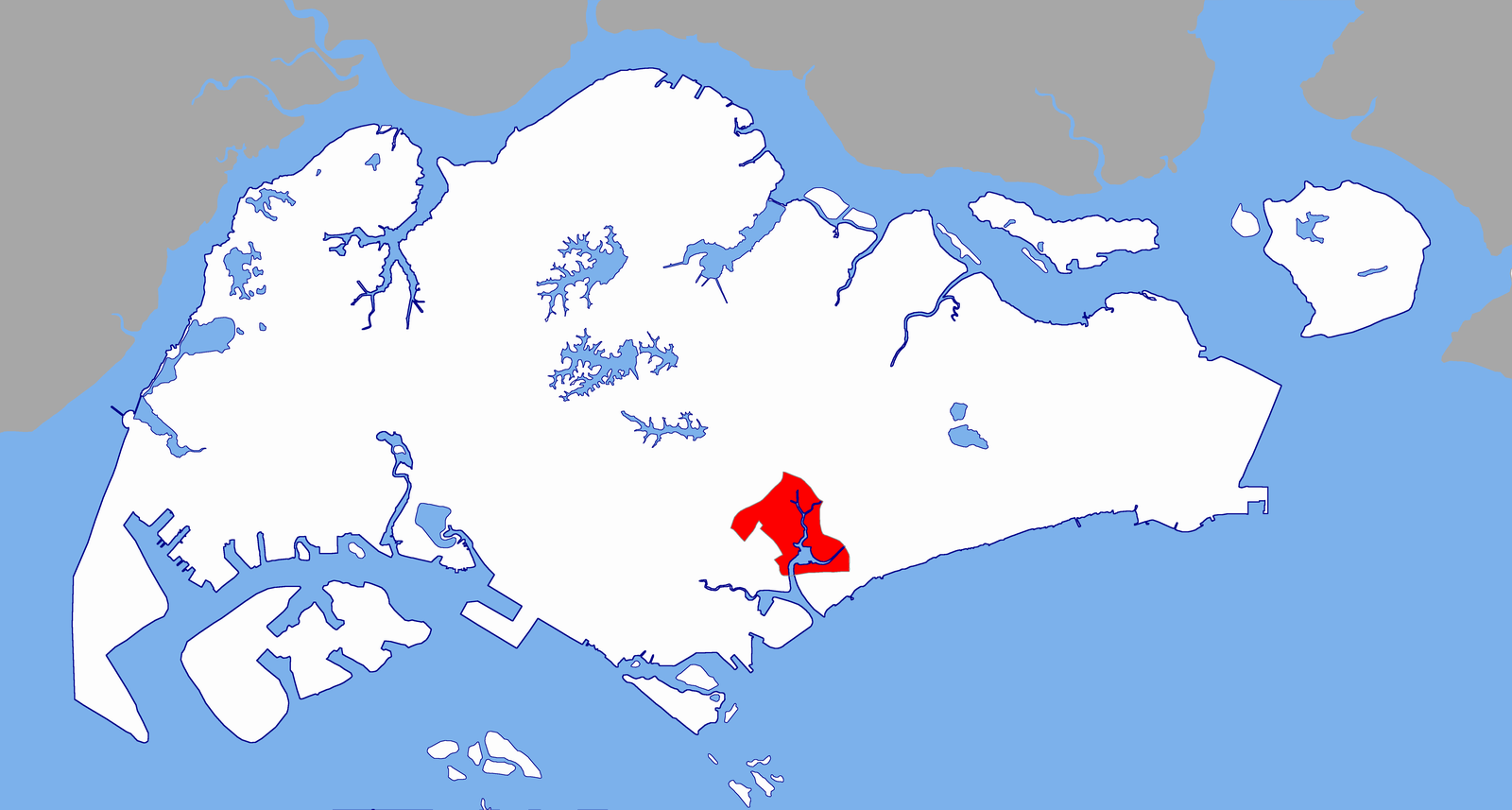
Localisation de Kallang à Singapour

Kallang est une subdivision urbaine de la ville de Singapour, surtout connue pour le Singapore Indoor Stadium, d'une capacité de 12 000 personnes, où se déroulent des compétitions sportives et des concerts ou autres évènements.
Elle est traversée par la Kallang River qui s'écoule du Lower Pierce Reservoir.

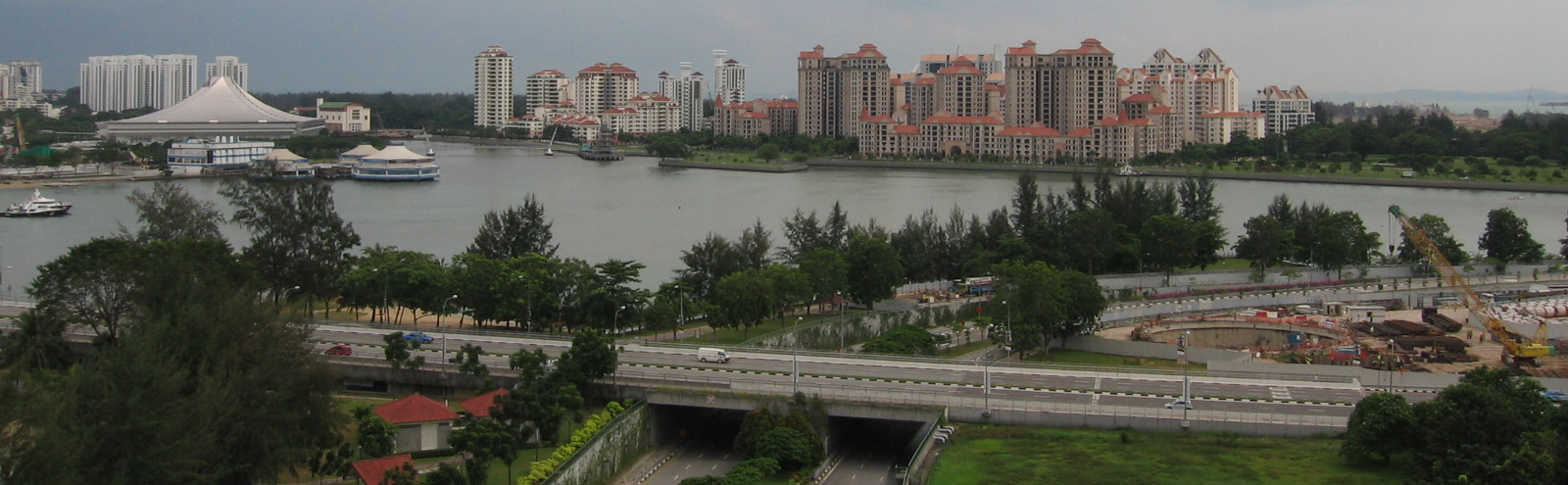
Vue panoramique de Kallang